# Ривань
Ривань (хорв. Rivanj) — острів Задарського архіпелагу Адріатичного моря, в Хорватії. Його площа становить 4,4 тис. км² (довжина 3,4 км, ширина до 1,4 км), довжина берегової лінії 10,346 км . Найвища точка — Лукочина (112 м).
Це невеликий острів, вкритий підлісок. Нижче села, на південно-західному узбережжі, знаходиться невеликий порт, який тягнеться вздовж узбережжя. Розташований між сусідніми островами Углян та Сеструнь. На північній стороні є бухти Дубринка (Dubrinka) і Локвина (Lokvina) з прекрасними пляжами. Улюблене місце відпочинку для спортивної риболовлі, тому що навколишні води багаті рибою. Найближче місто Задар, з яким він пов'язаний поромною лінією.

## Історія
Нинішнє поселення було засноване на початку 16 століття, за переказами, переселенцями з острова Углян. Велика частина населення емігрувала наприкінці 19 століття і на початку 20 століття в США, а після Другої світової війни майже всі жителі острова постійно проживають у Задарі. Населення острова носило тільки два прізвища — «Радулич» (Radulić) та «Фатович» (Fatović).
18 серпня відзначається свято святої Олени, якій присвячена невелика каплиця на вершині пагорба, звідки відкривається прекрасний вид на Задар.
Наприкінці липня 2007 на острові сталась велика пожежа, в якій згоріла за оцінками, третина острова.